# MTV Hits
Az MTV Hits International egy slágereket sugárzó 24 órás non-stop zenecsatorna, mely 2001. május 1-jén indult. A csatorna széles körben elérhető az Egyesült Királyság, Belgium, Törökország, Írország, Franciaország, Svédország, Dánia, Norvégia, Finnország, Románia, Izrael, Ausztria, Németország, Svájc, Lengyelország, Izland, Magyarország, Szerbia és Bosznia-Hercegovina és Latin-Amerika területein. 2014-ben külön európai adást kapott, vagyis az MTV Hits UK-t felváltotta az MTV Hits Europe (két társadója, a Club MTV, és az MTV Rocks (2020 óta MTV 90s) szintén külön európai adást kapott). Ezeknek az adásoknak közös tulajdonsága, hogy az Egyesült Királyságban és Írországban nem elérhetőek (ezekben az országokban továbbra is a brit adás fogható), illetve nem sugároznak reklámokat. Bár a csatorna elsősorban a legújabb slágereket, és a közelmúlt klasszikusait sugározza, 2020. szeptember 1-től – a VH1 átalakításával (majd megszüntetésével) összhangban – a 2010-es évek slágerei is a zenei kínálat részét képezik. 2021. július 1-én a csatorna Oroszországban, és a FÁK-országokban megszűnt. 2021. szeptember 14-én vette fel jelenlegi arculatát, melynek során a felirat mellett az MTV-logó is a korábbi pinkről lilára változott. 2024. augusztus 1-jén a csatorna egyesült az MTV Hits UK-vel. A műsorkínálat és a lejátszási lista ugyanaz volt 2025. április 14-ig, az MTV Hits UK megszűnéséig. 2025. január 1-jén a csatorna az MTV Live-val és az MTV 90s-szal együtt megszűnt Hollandiában.  A csatorna neve egyébként azt jelenti: slágerek. 2025 nyarán bejelentették, hogy év végén megszűnik, ez érinti a többi MTV csatornát is.

## Jelenlegi műsorok
- Worldwide Hits! – Éjszakai műsor, főként Latin slágerekkel.
- Today's Top Hits - Csak a legújabb slágerek.
- Weekend Hitlist – A legfrissebb, és a közelmúlt legnagyobb slágerei hétvégén.
- Totally 10s! – A 2010-es évek legjobb slágerei.
- MTV Top 20 – A hét 20 legmenőbb slágere.
- Euro Hits! – Európai slágerek.
- Fresh Out - Hírek a zenei világból.
- Global Video Premiere – Előadók legújabb videójának a premiere.
- Brand New Vid – Előadók legújabb videója.
- Happy New Year from MTV Hits! – Újévi slágerek.
- Happy Holidays From MTV Hits!
- New Year's Party Hits! - Újévi party slágerek.
- The Hits – 1 órán át 1 előadó slágerei.
- International Women's Day Takeover – Műsor a Nők Napja alkalmából, március 8-án csak női előadókkal.
- Guess The Year – Az elmúlt évek klipjei.
- MTV Europe Music Awards[15]
- MTV Video Music Awards[16]
- Just Dance! Non-Stop Party Hits
- Non Stop Party Hits!
- Non Stop Euro-Pop Party!
- Hit Collaborations: The Girls
- Hit Collaborations: The Boys
- Top 50 Collabs Of The 10s!
- Top 50 Collabs Of The 2020s!
- MTV's 50 Party Starters
- MTV's 50 Covers & Samples
- R&B Vs Hip-Hop! 50 Hot Hits
- R&B & Hip Hop Hits! 00s Vs 10s Top 50
- MTV's 50 Biggest Videos Of The 2010s
- 50 Best Party Hits Of The Century!
- 50 Hits From Euro Stars!
- Euphoria! 50 Eurovision Hits!
- MTV's 50 Feelgood Anthems
- MTV's 50 Hits From The Girls
- MTV's 50 Chill Vibes

forrás: 

## Korábbi műsorok
- Fresh Vids And Hot Hits!
- Nothing But Hits
- Hits Doubles
- Big Fat Hits
- Non-Stop Pop
- Welcome To The Weekend!
- Big in the Lat-AM!
- Latin Hits!
- Girls Of The 00s: Biggest Hits!
- Boys Of The 00s: Biggest Hits!
- Iconic 10s Videos That Made MTV
- MTVs 10s Party Zone
- Top 50 Of The 10s
- 10s Stars Of MTV
- MTV Hits Most Played Videos Of The 10s
- Top 50 Hits Of The 20s
- Top 50 Collabs Of The 10s
- Top 50 Boys Of The 10s
- Hottest Party Hits! Top 50
- Who Run The World? Girls! Top 50 Anthems
- Wonder Women Of The 10s! 50 Most Played
- Superwomen! 20 Global Girls
- Superwomen! 50 Global Girls
- Leading Ladies Of The 20s! 50 Hits
- Euro Ladies! 50 Global Anthems
- Biggest Euro Hits! Top 50
- Adam Lambert's Fierce Pride Anthems!
- RuPaul's Lip-Sync Extravaganza
- Top 50 Hits Of The 20s!
- MTV Hottest Superstars!
- MTV Hottest: The Weeknd Vs Doja Cat Vs Ariana Grande
- MTV Hottest: Dua Lipa Vs Justin Bieber Vs Camila Cabello
- MTV Hottest: Worldwide Super Hits
- MTV Hottest: Drake Vs Post Malone
- MTV Hottest: Tiësto Vs David Guetta Vs Calvin Harris
- MTV Hottest: The Collabs!
- MTV Hottest: Adele Vs Ed Sheeran Vs Lady Gaga
- MTV Hottest: Imagine Dragons Vs Coldplay
- MTV Hottest: Ladies Vs Gentlemen!
- MTV Hottest: Harry Styles Vs Taylor Swift
- MTV Hottest: BTS Vs Olivia Rodrigo Vs Lil Nas X
- Top 50 Love Songs Of The 10s
- Top 50 Biggest Hits Of The 10s!
- Top 50 Stars Of The 10s!
- Top 50 First Class Rap Anthems!
- Top 50 R&B Anthems!
- Top 50 R&B VS Hip Hop Anthems!
- Miley Cyrus X Selena Gomez X Demi Lovato
- Drake X Nicki Minaj X Post Malone
- Maroon 5 X One Direction X Ed Sheeran
- J Balvin X Jason Derulo X Bruno Mars
- The Weeknd X Rihanna X Ariana Grande
- Justin Bieber X Shawn Mendes X Charlie Puth
- Taylor Swift x Katy Perry x Adele
- MTV EMA's: Past Winners!
- MTV EMA 2022: The Winners
- MTV EMA 2022: The Nominees
- Keep Fit Hits
- Best Of 2022! The Girls
- Best Of 2022! The Boys
- Best Of 2022! Biggest Collabs
- Best Of 2022! Most Played Hits
- Best Of 2022! Dance Hits
- Best Of 2022! Worldwide Hits
- Best Of 2022! Most Played Top 50
- Best Of 2022! 50 Worldwide Hits
- Best Of 2022! Top 50 Collabs
- Best Of 2022! Party Hits Top 50
- MTV Hits Most Played Videos Of 2022! Top 50
- Going Gaga For Lady Gaga
- The 50 Greatest Christmas Hits!
- Biggest Hits of 2023!
- Best Of 2023! Top 50
- Latino Stars of MTV
- Global Stars of MTV
- Top 50 Global Stars of MTV
- Top 50 Stars of the 10s
- K-Pop Stars of MTV
- Top 50 Stars Of RnB & Hip Hop!
- Afrobeat Stars of MTV
- Girls In Love!
- Boys In Love!
- 20s Love Songs!
- Top 50 Love Songs Of The 10s!
- Top 50 Love Songs Of The 20s!
- Top 50 Feelgood Love Songs!
- R&B Love Songs!
- 50 Best R&B Love Songs!
- Loreen: My Eurovision Story
- Euro Dance Hits!
- Euro Boys! 50 Global Hits
- Euro Girls! 50 Global Hits
- Euro Girls Vs Euro Boys! Top 50
- Euro Party Hits!
- Olly Alexander's Prideography!
- Born This Way: MTV Pride
- Kim Petras' Wooh-Ah! Top 20
- Top 50 Pride Party Anthems!
- Love Is Love! Pride Icons
- RuPaul's Lip-Sync Extravaganza
- Party Hits!
- Superstar DJs!
- Dance Hits: 2010s X 2020s!
- Dance Anthems!
- Isle Of MTV Hall Of Fame: Past Performers!
- Isle Of MTV 2024: The Headliners!
- 100% 2020s!
- 2 For 1: Dance Hits!
- 50 Dance Collabs Of The Century!
- Top 50 Eurodance Hits!
- 50 Dance Anthems Of The 10s!
- VMA 2024: The Nominees!
- 50 Olympic Sized Hits!
- (2000-2019): Wrapped!
- Non-Stop Rock Hits!
- Worldwide Hits! 00s Vs 10s Top 50
- MTV's Top 50 Worldwide Hits
- Non-Stop Dance Anthems
- VMA's Winning Videos! 00s Vs 10s
- Kings & Queens Of Pop! Top 50
- Club Hits! 00s Vs 10s Top 50
- Lady Gaga x Ariana Grande
- Crazy In Love! 00s Vs 10s Top 50
- 50 Cent x Eminem
- Dua Lipa x Billie x Charli XCX
- Tate McRae: On Repeat
- Taylor Swift Takeover: The Hits!
- K-Pop Hits!
- Vids With A Billion Views!
- MTV EMA 2024: The Nominees!
- MTV's 20 Biggest Videos Of The 2010s
- Top 50 Biggest Hits Of 2024!
- MTV's Top 50 Party Hits Of 2024!
- Best Of 2024: 50 Most Played Videos!
- The 50 Greatest Christmas Songs
- Andrew Ridgeley Presents 50 Christmas Classics!
- R&B Vs Hip-Hop! 50 Hot Hits
- MTV's 50 Best Of 2024
- MTV Top 20 Of 2024!
- Global Hits Of 2024!
- Biggest Hits Of 2024!
- Party Hits Of 2024!
- Lady Gaga x Bruno Mars!
- Hottest Dance Hits Of 2024!
- Non-Stop R&B & Hip Hop Party!
- 2 From 1: Party Hits!
- Throwback Party! 2000-2009
- Christmas Hits!
- Christmas Time with Justin Hawkins
- Party Into 2025!
- Kings & Queens Of 00s Pop! Top 50
- MTV's 50 Biggest Artists Of The 10s
- MTV's 50 Soundtrack Essentials
- MTV's 50 Dance Essentials
- MTV's Top 50 Collaborations
- Top 50 Collabs Of The Century!
- Miley Cyrus x Lady Gaga
- Usher: Past, Present, Future Setlist!
- Rewind: 50 Cent
- Rewind: Eminem
- Selena Gomez: Rewind!
- David Guetta & Friends
- Bruno Mars & Friends
- Dua Lipa & Friends
- The Weeknd: Greatest Hits
- Pon De Replay! Rihanna's Hits
- I've Got A Friday Feeling!
- R&B & Hip Hop Hits Of The 10s
- Hey Mr DJ: Dance Anthems!
- Non-Stop Pop Party!
- Don't Stop The Karaoke Party!
- Massive Dance Hits!
- Nothing But Feel-Good Hits!
- Non-Stop R&B & Hip Hop Hits!
- Samples Vs Originals!
- Non-Stop Hits!

## Külső hivatkozások
- MTV Hits US
- MTV Hits UK Archiválva 2008. július 18-i dátummal a Wayback Machine-ben